# Lago Playgreen
El lago Playgreen (del inglés: Playgreen Lake)  es un lago canadiense localizado en el curso del río Nelson, en el centro de la provincia de Manitoba, muy cerca de Norway House. El lago tiene una superficie de 657 km², siendo, por superficie, el 9.º lago más grande de la provincia, y el 62.º de Canadá (si se excluyen las islas, tiene 652 km²).
El lago tiene una forma compleja, en forma ligeramente arqueada, en dirección N-S, con una longitud de unos 80 km, y con dos lóbulos más amplios en ambos extremos, de hasta 15 km de anchura, unidos por una parte central de apenas 2-4 km de anchura. El lago es atravesado lateralmente por el río Nelson, apenas a unos 10 km al norte de su salida como emisario, por el extremo norte, del gran lago Winnipeg. El Nelson lo conecta, por la parte central de la ribera occidental, con el lago Little Playgreen, del que le separan las islas McLeod, West, Mission y Fort, donde está Norway House. A su vez, el lago Playgreen también está conectado por su extremo norte con los lagos Kskittogisu y Kiskitto, formando una conexión fluvo-lacustre alternativa al propio curso del Nelson y que deja entremedias una gran isla fluvial, la isla Ross (de 75 km de longitud y hasta 25 km de anchura).
El lago Playgreen fue cartografiado por vez primera en 1809 por el destacado agrimensor británico, cartógrafo, jefe comerciante de pieles y explorador Peter Fidler.